# Associazione Sportiva Noicattaro Calcio 2008-2009
Questa voce raccoglie le informazioni riguardanti   l'Associazione Sportiva Noicattaro Calcio nelle competizioni ufficiali della stagione 2008-2009.

## Rosa
| N. |                   | Ruolo | Calciatore            |
| -- | ----------------- | ----- | --------------------- |
| -  | Italia (bandiera) | C     | Giacinto Allegrini    |
| -  | Italia (bandiera) | A     | Giammarco Baldassarre |
| -  | Italia (bandiera) | P     | Daniele Cilli         |
| -  | Italia (bandiera) | C     | Danilo Colluto        |
| -  | Italia (bandiera) | C     | Danilo Coppola        |
| -  | Italia (bandiera) | A     | Andrea Deflorio       |
| -  | Italia (bandiera) | D     | Marilio De Giorgi     |
| -  | Italia (bandiera) | A     | Ruggiero Di Lorenzo   |
| -  | Italia (bandiera) | C     | Claudio De Pascalis   |
| -  | Italia (bandiera) | D     | Bernardino Di Muro    |
| -  | Italia (bandiera) | D     | Sergio D'Onchia       |
| -  | Italia (bandiera) | D     | Giuseppe Ingrosso     |
| -  | Italia (bandiera) | C     | Vincenzo Ladogana     |
| -  | Italia (bandiera) | A     | Nicola Lanave         |
| -  | Italia (bandiera) | D     | Claudio Lollini       |

| N. |                    | Ruolo | Calciatore          |
| -- | ------------------ | ----- | ------------------- |
| -  | Italia (bandiera)  | D     | Fabio Lucioni       |
| -  | Italia (bandiera)  | C     | Michele Menolascina |
| -  | Italia (bandiera)  | D     | Paolino Mercurio    |
| -  | Italia (bandiera)  | A     | Marco Perrone       |
| -  | Italia (bandiera)  | C     | Stefano Pezzana     |
| -  | Italia (bandiera)  | C     | Luca Piano          |
| -  | Italia (bandiera)  | C     | Marco Piccinni      |
| -  | Francia (bandiera) | C     | Idriss Pongo        |
| -  | Italia (bandiera)  | A     | Luigi Rana          |
| -  | Italia (bandiera)  | A     | Antonio Russo       |
| -  | Italia (bandiera)  | P     | Luigi Sassanelli    |
| -  | Italia (bandiera)  | A     | Giuseppe Siclari    |
| -  | Italia (bandiera)  | A     | Davide Ventura      |
| -  | Italia (bandiera)  | C     | Pietro Zotti        |